# Marie-Ève Drolet
Marie-Ève Drolet (* 3. Februar 1982 in Chicoutimi) ist eine kanadische Shorttrackerin.

## Werdegang
Sie begann mit sechs Jahren mit Eisschnelllaufen und Shorttrack, startet für den Verein Comètes de Chicoutimi und trainiert heute am Leistungszentrum in Montreal. Sie bestritt bei der Juniorenweltmeisterschaft 1997 in Marquette ihren ersten internationalen Wettkampf und gewann über 500 m Bronze, im Mehrkampf wurde sie Vierte. Seit 1998 gehört Drolet offiziell zum Nationalkader. Im Jahr 1999 war sie erneut bei der Juniorenweltmeisterschaft erfolgreich. Im Mehrkampf wurde sie abermals Vierte, über 500 m gewann sie Silber und über 1500 m Bronze. Auch bei den Teamweltmeisterschaften 1999 in St. Louis gewann sie Silber. In der folgenden Saison 1999/2000 erreichte Drolet über 1500 m und 3000 m erstmals ein Weltcuppodest. Bei der Juniorenweltmeisterschaft in Székesfehérvár gewann Drolet Gold im Mehrkampf und zudem über die Einzelstrecken 500 m, 1000 m und 1500 m jeweils Silber. Noch erfolgreicher verlief die folgende Saison 2000/01. Drolet gewann bei der Weltmeisterschaft in Jeonju über 500 m Bronze und wurde im Mehrkampf Sechste. Auch bei den Teamweltmeisterschaften gewann sie Bronze. Drei Gold- und zwei Silbermedaillen errang sie zudem bei der Juniorenweltmeisterschaft in Warschau. Drolet konnte sowohl bei den Teamweltmeisterschaften 2002 in Milwaukee und mit der Staffel bei den Weltmeisterschaften 2002 in Montreal den Gewinn der Bronzemedaille wiederholen. Sie qualifizierte sich für die Olympischen Spiele in Salt Lake City. Dort belegte sie über 1000 m und 1500 m die Ränge vier und sechs, im Staffelwettbewerb gewann sie die Bronzemedaille. Nach der Saison beendete Drolet zunächst ihre Karriere.
Erst sechs Jahre später, in der Saison 2008/09, kehrte Drolet auf das Eis zurück. Im Weltcup erreichte sie mehrere Halbfinals. Erfolge errang sie wieder in der Saison 2010/11. Sie errang sieben Podestplätze, drei mit der Staffel und vier in Einzelrennen. Bei der Weltmeisterschaft in Sheffield erreichte sie über 500 m als bestes Einzelresultat Rang acht und gewann mit der Staffel eine weitere Bronzemedaille. Auch die Saison 2011/12 lief für Drolet erfolgreich. Über 1000 m und mit der Staffel wurde sie im Weltcup jeweils einmal Zweite. Über 1500 m wurde sie in der Disziplingesamtwertung Siebte. Drolet konnte bei den Weltmeisterschaften in Shanghai über 1500 m und 3000 m jeweils die Bronzemedaille gewinnen. Mit der Staffel belegte sie im Finale zudem Rang vier und im Mehrkampf wurde sie Siebte. Bei der folgenden WM in Debrecen errang sie mit der Staffel Silber, was ihr bei den Olympischen Winterspielen 2014 in Sotschi erneut gelang.
Drolet brach sich im Jahr 2000 bei einem nationalen Rennen einen Rückenwirbel, hatte aber Glück und konnte ihre Karriere in der folgenden Saison fortsetzen. Sie hat ein Psychologiestudium abgeschlossen.